# Limski zaljev
Limski zaljev (udomaćeno Limski kanal) je zaljev na zapadnoj obali Istre između Vrsara i Rovinja. Dio je Limske drage. Nastao je kao rijas (potopljeno riječno ušće) rijeke Pazinčice koja danas ponire u Pazinskoj jami kod Pazina, a u prošlosti se je ulijevala u more u Limskom zaljevu. U njezino staro korito je prodrlo more te je tako nastao današnji zaljev pa on nije fjord kao što se često pogrešno govori (fjord je zaljev nastao radom ledenjaka). Naziv kanal također je pogrešan.
Limski zaljev je značajno uzgajalište školjaka. Ime mu dolazi od latinske riječi limes = granica (tuda je u rimskom razdoblju prolazila granica.
Limski je kanal "glumio" norveški fjord za potrebe snimanja igranog filma Vikinzi u kojem su glumili Kirk Douglas, Tony Curtis i Ernest Borgnine. Tada je sagrađeno na početku drage za potrebe filma vikinško naselje.
Od 2005. održava se Plivački maraton Limski kanal.
Od 2008. održava se Nagrada Kanfanara. Od 2009. se uz Limski zaljev održava automobilističko natjecanje Formula driver Lim. Popularna rally utrka na makadamskoj podlozi je i Rally Due castelli.